# コンチネンタル・バスケットボール・アソシエーション
コンチネンタル・バスケットボール・アソシエーション（Continental Basketball Association）は、アメリカ合衆国及びカナダで展開されていた男子バスケットボールの独立リーグ（セミプロリーグ）。略称CBA。参加チームは年々減少し、リーグ開催が不可能となり2009年6月、活動停止に至った。

## 歴史
NBAより半年早い1946年4月23日に創設された。創設から2年間はEastern Pennsylvania Basketball Leagueという名称だったが、1948年にEastern Professional Basketball League（以下、共にEPBL）に変更された。CBAに変更されたのは、それから30年後の1978年のことである。
1961年に短命なリーグだったABL（American Basketball League）がプロとして初めて3ポイントライン（シュート）を導入したが、CBAも3年後の1964年に導入させ、3ポイントの名手が誕生するなどした。余談だが、NBAが3ポイントラインを導入したのは1979年のことである。
1980年代初期はNBAと協定を結んだ。これはNBAがCBAの選手と10日間契約を結べることができるというものである。10日間が過ぎると更に第2の10日間契約を結ぶことができ、その期間を過ぎると次は選手をCBAに戻すかシーズン後まで契約を結ばなければならなかった。このように、かつてはNBA公認の選手育成リーグだった。現在はこのような協定は結んでいない（NBAに10日間契約自体は残っている）。
1999年、元NBA選手のアイザイア・トーマス率いる投資グループがCBAを購入。トーマスは2000年までオーナーの座に就いていた。しかしCBAは経営悪化が響き、2001年に破産を宣言して、一時、事実上の解散になってしまった。当時の加盟チームはIBL（International Basketball League）への参加を余儀なくされた。
しかしながら2001年の秋にCBAとIBLへの参加チームがIBA（International Basketball Association）と手を組み、破産裁判所（United States bankruptcy court）から消滅していた資産（CBAの名称、ロゴ、通算記録など）を購入。それ自体をCBAと呼ぶことで、晴れて活動が再開されることになった。
だが、参加チームは年々減少し、2009-10シーズンは1チームのみになったためリーグ開催が不可能となり活動停止に至った。

## NBAとの関係
創設当初はNBAとの関係は良好とはいえず、NBAがEPBL選手の受け入れを一切拒否した時期もあった。しかし1950年代にはNBAのボストン・セルティックスが、EPBLのウィルクスバリ・バロンズのホームコートでエキシビジョンゲームを開催するなどしている。他にも何試合かNBAとEPBLの対抗戦が開催された。
1967年にABA（現在のABAとは無関係）が設立されると、EPBLのオールスター選手の多くがABAに移籍した。ラバーン・タート、ウィリー・サマセット、アート・ヘイマン、ウィルト・ヘイマンがこれに該当する。NBAも同様、有能な選手をABAに放出させられる羽目に陥った。EPBLはその影響か、1972年には6チーム、1975年には4チームまで減ってしまった（設立以降の最大チーム数は10）。ABAはNBAに吸収される形で1976年に消滅したが、その際、消滅したチームからEPBLに選手が流れてきた為、またチーム数は増える結果になった。
1979年、NBAは新しく名称を変更したCBAから4人の選手と契約。しかしCBAはNBAから補償がなかったとし訴訟を起こす事態に発展。結局、いつでもCBA選手と契約できる権利と引き換えに、NBAはCBAに115,000ドルを支払った。その上、NBAはCBAのゲームにNBAの審判を派遣し、育成をすることを助ける代わりに80,000ドルも支払った。
1982年、新規参入したデトロイト・スピリッツの存在が、再びCBAとNBAの関係を緊張させた。これはこれまで互いに、同じ都市にフランチャイズを保有しなかったからである（デトロイトにはNBAのデトロイト・ピストンズがある）。NBAは不法だと訴え、一時期、CBA選手との契約を一切行わなかった。両リーグは多くの交渉の後、「歴史」で前述の通り、10日間契約の協定を結ぶことになった。
その後の1980年代と1990年代は良好な関係に回復。特にCBAには優秀なヘッドコーチが誕生し、後にNBAでも名を残すことになった。フィル・ジャクソン、ビル・マッセルマン、エリック・マッセルマン、フリップ・ソーンダーズ、ジョージ・カールがそれに当たる。
2002年、NBAは傘下のマイナーリーグ「NBAデベロップメント・リーグ（NBADL）」を発足した。2006年、CBAの4チームが、NBADLに移籍。残る2チームに新しいフランチャイズとして8チームを新規参入させ、2006-07の新シーズンに挑むことになった。

## ルール
- 大部分はNBAと同様のルールが採用されている。
- 2005年より勝ち点制度が採用されており、レギュラーシーズン後、上位チームがプレイオフに進出する。勝ち点は1試合で最大7ポイント稼ぐことが可能である（勝利で3ポイント、各クオーターのスコア勝敗で1ポイント）

## 現在のチーム
アメリカン・カンファレンス
- オールバニ・パトルーンズ (Albany Patroons) - ニューヨーク州オールバニ
- アトランタ・クランク (Atlanta Krunk) - ジョージア州アトランタ
- イーストケンタッキー・マイナーズ (East Kentucky Miners) - ケンタッキー州パイクビル
- マイノット・スカイロケッツ (Minot SkyRockets) - ノースダコタ州マイノット
- ピッツバーグ・エクスプロージョン (Pittsburgh Xplosion) - ペンシルベニア州ピッツバーグ

ナショナル・カンファレンス
- ビュート・デアデビルズ (Butte Daredevils) - モンタナ州ビュート
- グレートフォールズ・エクスプローラーズ (Great Falls Explorers) - モンタナ州グレートフォールズ
- オクラホマ・キャバルリー (Oklahoma Cavalry) - オクラホマ州ロートン
- リオグランデバレー・シルバラドス (Rio Grande Valley Silverados)  - テキサス州マッカレン
- ヤカマ・サンキングス (Yakama Sun Kings) - ワシントン州ヤキマ

## 活動休止中/新規参入予定チーム
- オレゴン州ベント（チーム名未定）
- ゲイリー・スティールヘッズ
- ハワイ・ヴォルケーノス
- インディアナ・アレイキャッツ
- ノーザンネバダ・ブラックジャックス
- ラスブリッジ・カナディアンズ
- ロサンゼルス・アフターショック
- マイアミ・マジェスティ
- ソーキャル・レジェンズ
- ワシントン州スポケーン
- バンクーバー・ドラゴンズ
- ワシントン州シアトル

## リーグから撤退したチーム
撤退・消滅チームを含む完全チームリストはw:Continental Basketball Association franchise historyを参照。
- ユタ・イーグルス (Utah Eagles) - ユタ州ソルトレイクシティ（2006年 - 2007年）